# Terminal XXI

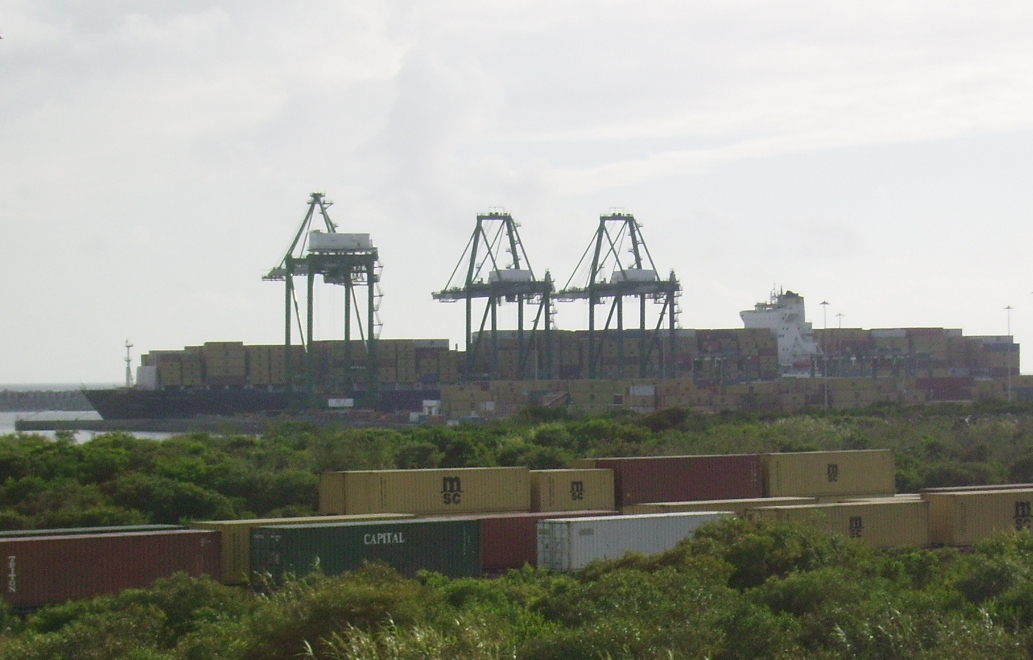
TXXI

La Terminal de Contenedores del PSA Sines Internacional se encuentra en Sines, Portugal.
La Terminal de Contenedores de Autoridad Portuaria de Singapur de Sines, llamado TXXI, comenzó sus operaciones en 2004 y opera bajo una concesión de servicio público por la empresa internacional de PSA ( PSA -  Autoridad Portuaria de Singapur).
Con un desarrollo planificado gradual y constante, la Terminal XXI ofrece fondos naturales a -28 m ZH, lo que permite la recepción de grandes buques recipiente de rutas transcontinentales y buques de su alimentador de conexiones.
Hoy en día, con una longitud de muelle de 1146 metros y equipada con marcos Post-Panamax, clase Triple E a 20.000 TEU, super ULCS "buques portacontenedores ultra grande" para 22000 TEU y súper post-Panamax de hasta 15.000 TEU, es continuo dijeron plan de expansión que motivará a la extensión de la muelle de 1146 metros y la instalación de marcos súper post-Panamax, que proporcionará una capacidad total de 2,5 millones TU por año.
Para Hinterland, hay excelentes enlaces directos TXXI de autobús y tren redes nacionales, estos están integrados en la Prioridad Nº 16 - Sines / Madrid / París / Berlim el  TEN - Red Transeuropea de Transporte.
Por otra parte, para satisfacer las proyecciones de crecimiento, se encuentra en aplicación un ambicioso plan de desarrollo y de expansión de Accesibilidad ferrocarril-carretera, que asegurarán la correcta intermodal para las conexiones nacionales y en el interior de España, en particular a la región Madrid.
Principales características:

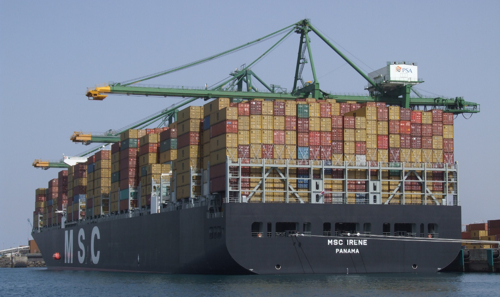
Barco de contenedores en la terminal XXI

- Longitud Pier: 1.146 m (ampliación: 2.292 m) - Fondos de -28 m ZH - capacidad de manejo: 2,5 millones  TUE  s (expansión: 5 millones  TEU  s) - Moving Contenedores: 9 pórticos postpanamax y súper postpanamax
Características al final del proyecto:
- Longitud Pier: 1.146 m - Fondos de -28 m ZH - capacidad de manejo: 2,5 millones TU 's-contenedores que se mueven: 9 pórticos postpanamax y súper postpanamax
Fuente: Puerto de Sines - http://www.portodesines.pt/
La alianza 2M, que reunirá a los propietarios de buques portacontenedores Maersk línea y MSC ya elegido Sines para operar en Portugal  transbordo (  desbordamiento) en contenedores terminal de contenedores de puerto de Sines y para activar el botón  ferroviario de mercancías entre puerto de Sines - Madrid - París - Berlín - Europa en 2021, los otros cinco continentes barcos como el nuevo rutas comerciales de puerto de Sines estar en centro de las rutas y comenzará a operar canal totalmente la unión de los océanos Pacífico - Atlántico en el canal de Panamá será el puerto de Sines para obtener una mayor el envío de importación entre la exportación y la importación de océano Atlántico de la Unión Europea a la puerta de entrada de china, los Estados Unidos de América ante la Unión Europea y el puerto de Sines como las previsiones de los estudios Organización Mundial del Comercio (OMC) para dar el mayor crecimiento en el mercado de contenedores en el futuro.
El Sines Terminal XXI está en el top 20 de las terminales de contenedores de Europa, desde la posición 17 en el año 2015, en el primer lugar en Portugal y en tercer lugar en el top 5 de las terminales de contenedores ibéricos.
En cuanto al interior, hay excelentes enlaces directos TXXI las redes nacionales de carreteras y ferrocarriles, estos se integran en la Red Transeuropea de Transporte. Por otra parte, para responder a las proyecciones de crecimiento, está en la implementación de un ambicioso plan de desarrollo y expansión de la carretera y el acceso ferroviario, lo que garantizará la intermodalidad adecuada para las llamadas nacionales y el interior de España, sobre todo en la región Madrid.
- Datos: Q24083241